# Lucie Picard
Lucie Picard es una deportista francesa que compite en duatlón. Ganó una medalla de bronce en el Campeonato Europeo de Duatlón de 2017.

## Palmarés internacional
| Campeonato Europeo | Campeonato Europeo | Campeonato Europeo | Campeonato Europeo |
| Año                | Lugar              | Medalla            | Prueba             |
| ------------------ | ------------------ | ------------------ | ------------------ |
| 2017               | Soria (España)     | Medalla de bronce  | Individual         |